# Megan McKenna

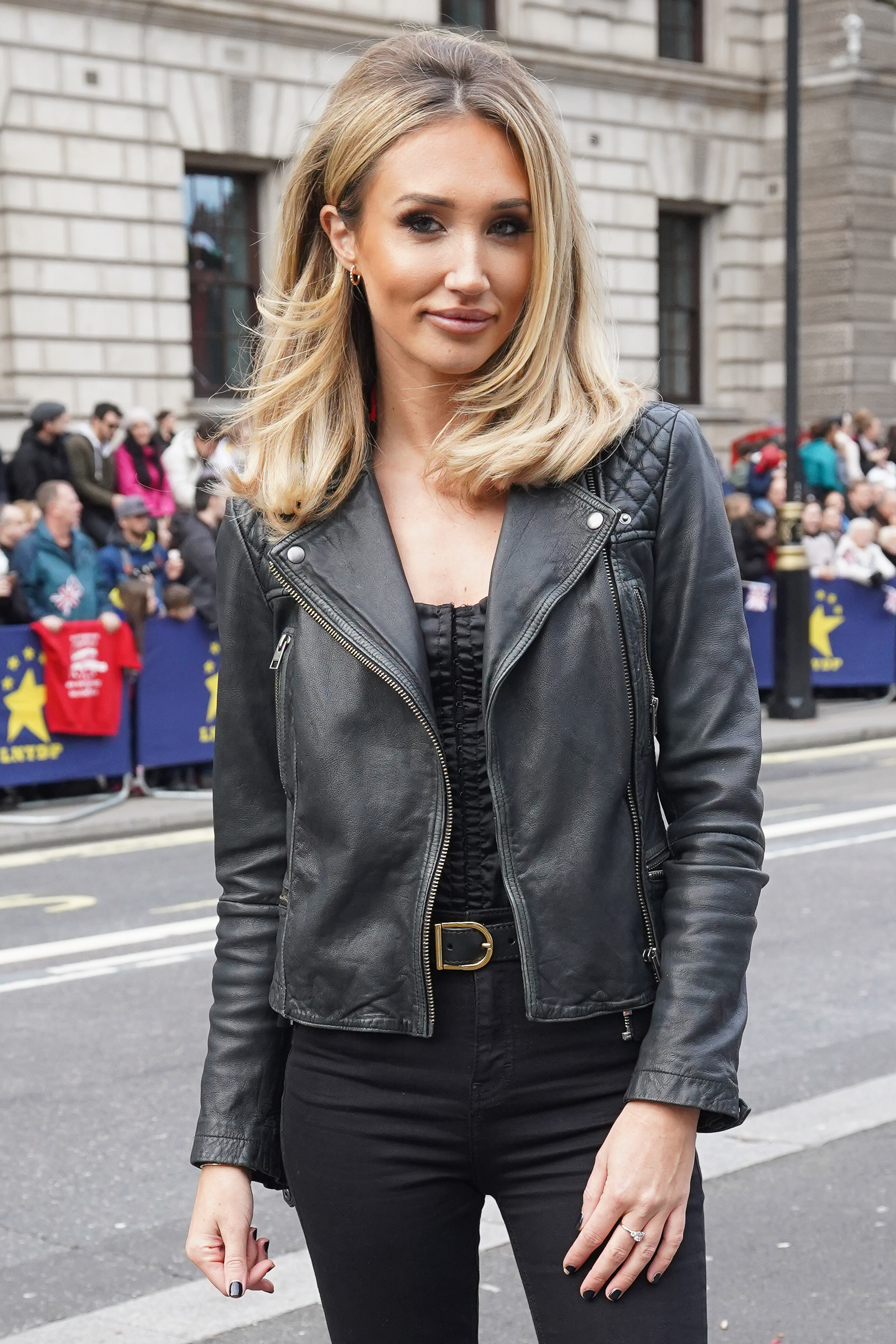
Megan McKenna (2019)

Megan Elizabeth McKenna (* 26. September 1992 in Barking, London) ist eine britische Sängerin und TV-Persönlichkeit. Nachdem sie unter anderem bei Ex on the Beach (2015–2016) zu sehen war, erlangte sie 2016 durch ihre Teilnahme am britischen Celebrity Big Brother größere Aufmerksamkeit. 2019 gewann sie dann die Musik-Talentshow The X Factor: Celebrity und wurde damit von Syco Music unter Vertrag genommen.

## Privatleben
McKenna wurde am 26. September 1992 im Londoner Stadtbezirk Barking geboren. In ihrer Autobiografie Mouthy gibt sie an, als Kind in der Schule gemobbt worden zu sein. Um ihrem Wunsch, die Arts Education School zu besuchen und dort Musical zu studieren, zog die Familie später nach Chiswick.
2016 gab McKenna bekannt, an Zöliakie zu leiden. Sie war ab März 2016 mit Pete Wicks liiert, den sie bei The Only Way Is Essex kennengelernt hatte. Das Paar gab seine Trennung im März 2017 bekannt. Außerdem war sie 2018 für einige Monate mit Love-Island-Kandidat Mike Thalassitis zusammen.
Im Oktober 2019 erklärte McKenna in einem Interview mit Beth Neil, sie habe ihre Lippenfüller auflösen lassen, aufgehört, Alkohol zu trinken und sich in Therapie begeben.
Seit Juni 2023 ist sie mit dem bei Werder Bremen spielenden, schottischen Fußballer Oliver Burke verlobt. Das Paar lebt zurzeit in Deutschland und gab im Oktober 2024 die Geburt seines ersten Kindes bekannt.

## Karriere

### 2009–2010:Britain’s Got Talentund LOLA
2009 nahm McKenna zusammen mit Demi Bennett unter dem Namen Harmony als Musik-Duo an der britischen Version von Das Supertalent teil und erreichte dort das Halbfinale. Sie nahm 2010 außerdem an der Show The Only Way Is Essex teil, in der gezeigt wurde, wie sie sich um einen Platz in der Girlband LOLA bewarb. Als Teil dieser Gruppe trat sie dann im Rahmen der Show T4 Stars of 2010 auf.

### 2014–2017:Ex on the Beach,Celebrity Big BrotherundThe Only Way Is Essex
Sie nahm sowohl 2014 als auch 2015 bei der britischen Gesangs-Castingshow The X Factor teil, schied aber beide Male im Laufe der Bootcamp-Phase aus. 2015 war sie dann bei Ex on the Beach zu sehen und im Jahr darauf zog sie in das Celebrity Big Brother-Haus in Großbritannien. Dort wurde sie unter anderem für ihr aggressives und unfreundliches Verhalten gegenüber ihren Mitbewohnern kritisiert und verwarnt. Daraufhin war sie die vierte Kandidatin, die das Haus verlassen musste, nachdem sie die wenigsten Zuschauerstimmen erhalten hatte. 2016 kehrte sie zu Ex on the Beach zurück, wo sie als Exfreundin von Jordan Davies fungierte. Im März 2016 wurde sie ein fester Bestandteil des Casts von The Only Way Is Essex.
Ihr eigenes Restaurant namens MCK Grill launchte McKenna im Mai 2017 in Woodford Green. Ebenfalls 2017 veröffentlichte sie in Zusammenarbeit mit Easilocks eine Reihe Haarverlängerungs-Teile. Ihren letzten Auftritt bei The Only Way Is Essex absolvierte McKenna am 25. Oktober 2017, wo sie bekanntgab, sich auf ihre Musikkarriere konzentrieren zu wollen.

### 2017–2019:There’s Something About Megan,MouthyundStory of Me
2017 startete McKenna ihre eigene Realityshow unter dem Namen There’s Something About Megan. Die Show behandelte ihre Reise nach Nashville, wo sie eine Country Musikkarriere starten wollte und umfasste drei Folgen, die auf ITVBe ausgestrahlt wurden. Nachdem die letzte Folge ausgestrahlt worden war, veröffentlichte McKenna ihre Debüt-EP und startete damit offiziell ihre Musikkarriere. Die beiden Songs High Heeled Shoes und Far Cry From Love führten innerhalb der ersten 24 Stunden nach ihrem Release die iTunes-Charts in Großbritannien. In den offiziellen Charts in Großbritannien erreichte High Heeled Shoes den 43. Platz und Far Cry From Love landete auf Platz 53.

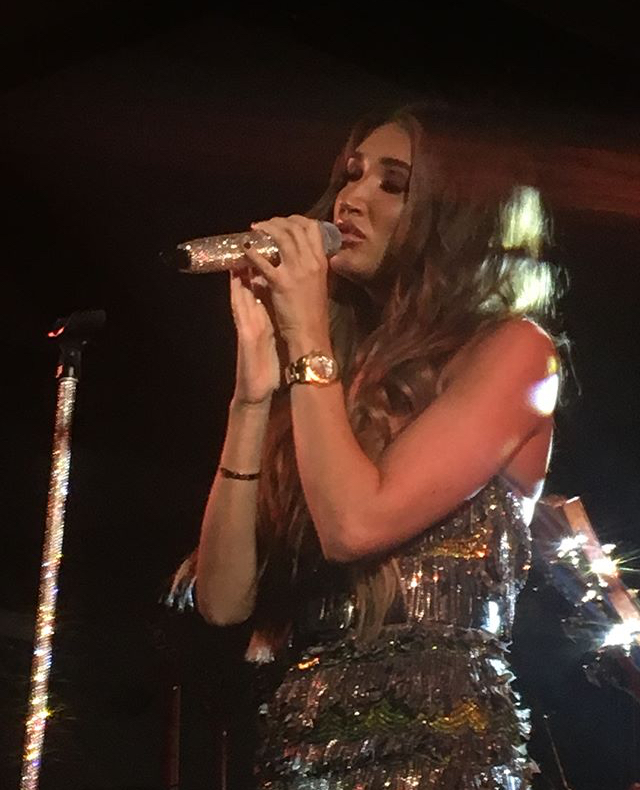
McKenna bei einem Auftritt im Dezember 2017

Im Dezember 2017 begab sich McKenna auf ihre erste Tournee als Hauptact, um High Heeled Shoes zu bewerben. Die Tournee umfasste vier Konzerte. Im Juli 2018 war sie außerdem Michael Bublés Vorband während einem Konzert seiner British Summer Time Tour im Hyde Park in London.
Am 26. Juli 2018 veröffentlichte sie ihre erste Autobiografie Mouthy, die in Zusammenarbeit mit John Blake entstanden war. Das Buch schaffte es bis zur Spitze der Bestsellerliste der Sunday Times. Im August 2018 brachte sie ihre erste eigene Modekollektion Studio Mouthy auf den Markt. Außerdem launchte sie ihre eigene Make-Up Marke Mouthy Cosmetics. Im selben Monat nahm McKenna an der ersten Staffel von Celebs on the Farm teil, wo sie als zweite die Show verlassen musste und damit siebtplatzierte war.
Ihr Debütalbum Story of Me veröffentlichte McKenna am 7. Dezember 2018. Das Album stieg auf Platz 4 in die britischen Country Charts ein. Von Mai bis September 2019 befand sie sich auf der Story of Me Tour mit der sie in vielen Städten des vereinigten Königreichs auftrat. Im Februar 2019 nahm sie außerdem an der sechsten Staffel der Realityshow Celebs Go Dating auf E4 teil.

### 2019:The X Factor: Celebrity
Von Oktober bis November 2019 war McKenna außerdem als Kandidatin der Celebrity-Staffel von The X Factor auf ITV zu sehen. In ihrer Audition sang sie ihren eigenen Song Everything but You, der auch auf ihrem Debütalbum zu finden ist. Am 30. November konnte sie die Show im Finale für sich entscheiden, nachdem sie 46,3 % der Zuschauerstimmen erhalten hatte. Damit gewann sie auch einen Plattenvertrag bei Syco Music, der Plattenfirma von Simon Cowell.
| The X Factor: Celebrity Auftritte und Ergebnisse | The X Factor: Celebrity Auftritte und Ergebnisse          | The X Factor: Celebrity Auftritte und Ergebnisse |
| Show                                             | Titelauswahl                                              | Ergebnis                                         |
| ------------------------------------------------ | --------------------------------------------------------- | ------------------------------------------------ |
| Auditions                                        | Everything but You – Megan McKenna                        | Weitergekommen in Liveshows                      |
| Live Show 1                                      | This – Megan McKenna                                      | 1. Platz                                         |
| Live Show 2                                      | Stronger – Original song                                  | 1. Platz                                         |
| Live Show 3                                      | Half of My Heart – Megan McKenna                          | 1. Platz                                         |
| Live Show 4                                      | When I'm Crying – Megan McKenna                           | 1. Platz                                         |
| Halbfinale                                       | It Must Have Been Love – Roxette                          | 1. Platz                                         |
| Finale                                           | One More Sleep – Leona Lewis                              | 1. Platz                                         |
| Finale                                           | This – Megan McKenna                                      | Gewinnerin                                       |
| Finale                                           | It Must Have Been Love (Christmas for the Broken Hearted) | Gewinnerin                                       |

### 2020: Bevorstehendes zweites Studioalbum
McKenna begann im Februar 2020 an ihrem zweiten Soloalbum zu arbeiten. Später in diesem Monat gab sie bekannt, Lionel Richie bei seinen Konzerten in Großbritannien im Rahmen seine Hello Tour zu begleiten.

## Fernsehauftritte
| Jahr            | Titel                         | Anmerkung                                      |
| --------------- | ----------------------------- | ---------------------------------------------- |
| 2009            | Britain’s Got Talent          | Teil des Musikduos Harmony                     |
| 2010, 2016–2017 | The Only Way Is Essex         | regelmäßiger Gast                              |
| 2015–2016       | Ex on the Beach               | Hauptbesetzung in Staffel 3, „Ex“ in Staffel 4 |
| 2016            | Celebrity Big Brother         | Hausbewohnerin, 10.-platzierte                 |
| 2017            | There's Something About Megan | Hauptdarstellerin, 3 Episoden                  |
| 2018            | Celebs on the Farm            | Hauptbesetzung                                 |
| 2019            | Celebs Go Dating              | Hauptbesetzung                                 |
| 2019            | The X Factor: Celebrity       | Teilnehmerin und Gewinnerin                    |

## Tourneen

### Als Vorband
- Lionel Richie –  Hello Tour (britischer Teil) (2020)

### Als Hauptband
- High Heeled Shoes Tour (2018)
- Story Of Me Tour (2019)